# Emilia Lepida (żona Druzusa III)
Aemilia Lepida – córka Marka Emiliusza Lepidusa, konsula w 6 r., siostra Marka Emiliusza Lepidusa, męża Julii Druzylli. 
Jej wuj Lucjusz Emiliusz Paulus (stracony w 14) znalazł się w niełasce Augusta, ale jej ojciec nie brał udziału w spiskach przeciw cesarzowi i pozostawał cały czas z nim w bliskich i żywych stosunkach. Emilia Lepida poślubiła swojego kuzyna – Druzusa III. W czasie trwania małżeństwa obrzucali się oni nawzajem oszczerstwami. W 36 n.e. została oskarżona o cudzołóstwo z niewolnikiem, później popełniła samobójstwo.